# Stazione meteorologica di Gioia Tauro (Fiume Budello)
La stazione meteorologica di Gioia Tauro (Budello) è la stazione meteorologica di riferimento relativa alla città di Gioia Tauro.

## Dati climatologici 2011-2020
In base alla media di riferimento (2011-2020), la temperatura media del mese più freddo, febbraio, si attesta a +14,5 °C; quella del mese più caldo, agosto, è di +28,9 °C.
| Gioia Tauro (2011-2020) | Mesi | Mesi | Mesi | Mesi | Mesi | Mesi | Mesi | Mesi | Mesi | Mesi | Mesi | Mesi | Stagioni | Stagioni | Stagioni | Stagioni | Anno  |
| Gioia Tauro (2011-2020) | Gen  | Feb  | Mar  | Apr  | Mag  | Giu  | Lug  | Ago  | Set  | Ott  | Nov  | Dic  | Inv      | Pri      | Est      | Aut      | Anno  |
| ----------------------- | ---- | ---- | ---- | ---- | ---- | ---- | ---- | ---- | ---- | ---- | ---- | ---- | -------- | -------- | -------- | -------- | ----- |
| T. max. media (°C)      | 17,8 | 17,9 | 21,0 | 23,4 | 26,1 | 29,6 | 31,8 | 32,6 | 30,1 | 27,1 | 23,5 | 20,4 | 18,7     | 23,5     | 31,3     | 26,9     | 25,1  |
| T. min. media (°C)      | 11,4 | 11,1 | 13,2 | 15,6 | 18,7 | 21,8 | 24,2 | 25,2 | 22,9 | 20,1 | 16,5 | 13,8 | 12,1     | 15,8     | 23,7     | 19,8     | 17,9  |
| Precipitazioni (mm)     | 68,0 | 62,5 | 68,3 | 29,8 | 8,7  | 5,0  | 3,1  | 7,3  | 16,4 | 41,2 | 63,6 | 72,8 | 203,3    | 106,8    | 15,4     | 121,2    | 446,7 |

## Temperature estreme mensili dal 2011 ad oggi
Nella tabella sottostante sono riportate le temperature massime e minime assolute mensili, stagionali ed annuali dal 2011 ad oggi, con il relativo anno in cui queste si sono registrate. La massima assoluta del periodo esaminato di +44,5 °C risale al 3 settembre 2011, mentre la minima assoluta di +0,8 °C è del 9 febbraio 2015.
| Gioia Tauro (2011-2023) | Mesi        | Mesi        | Mesi        | Mesi        | Mesi        | Mesi        | Mesi        | Mesi        | Mesi        | Mesi        | Mesi        | Mesi        | Stagioni | Stagioni | Stagioni | Stagioni | Anno |
| Gioia Tauro (2011-2023) | Gen         | Feb         | Mar         | Apr         | Mag         | Giu         | Lug         | Ago         | Set         | Ott         | Nov         | Dic         | Inv      | Pri      | Est      | Aut      | Anno |
| ----------------------- | ----------- | ----------- | ----------- | ----------- | ----------- | ----------- | ----------- | ----------- | ----------- | ----------- | ----------- | ----------- | -------- | -------- | -------- | -------- | ---- |
| T. max. assoluta (°C)   | 28,0 (2021) | 30,0 (2014) | 32,6 (2016) | 37,1 (2013) | 39,7 (2020) | 44,0 (2017) | 42,0 (2012) | 43,2 (2012) | 44,5 (2011) | 40,0 (2012) | 32,5 (2014) | 30,0 (2014) | 30,0     | 39,7     | 44,0     | 44,5     | 44,5 |
| T. min. assoluta (°C)   | 2,9 (2017)  | 0,8 (2015)  | 3,6 (2011)  | 8,0 (2015)  | 11,3 (2016) | 14,7 (2016) | 17,8 (2013) | 17,8 (2016) | 16,6 (2018) | 11,9 (2011) | 8,0 (2016)  | 3,9 (2014)  | 0,8      | 3,6      | 14,7     | 8,0      | 0,8  |